# 维滕哈根
维滕哈根是德国梅克伦堡-前波美拉尼亚州的一个市镇。总面积46.92平方公里，总人口1212人，其中男性616人，女性596人（2011年12月31日），人口密度26人/平方公里。